# Mężczyźni są z Marsa, kobiety z Wenus
Mężczyźni są z Marsa, kobiety z Wenus. Jak dochodzić do porozumienia i uzyskiwać to, czego się pragnie (ang. Men Are from Mars, Women Are from Venus: A Practical Guide for Improving Communication and Getting What You Want in Your Relationships) – poradnik autorstwa terapeuty rodzinnego Johna Graya opublikowany po raz pierwszy w 1992 roku. W latach 90. XX wieku książka przez długi czas utrzymywała się na listach bestsellerów, została przetłumaczona na ponad 40 języków i sprzedała się w nakładzie przekraczającym 50 milionów egzemplarzy. Jej centralna metafora stała się częścią kultury popularnej. Książka stała się paradygmatem problemów w relacjach partnerskich i małżeńskich powstałych na różnicach i w odmienności płci.
John Gray w swojej książce podejmuje temat relacji kobiet i mężczyzn i wskazuje pewnego rodzaju klucz do zrozumienia płci przeciwnej. Według niego większość typowych problemów w tych relacjach jest wynikiem podstawowych różnic psychologicznych między płciami. By w przystępniejszy sposób to wyjaśnić, stworzył metaforę, że mężczyźni pochodzą z planety Mars, a kobiety z Wenus i że każda płeć jest przyzwyczajona do obyczajów własnej planety, często niezrozumiałych dla tej drugiej. 
John Gray opierając się na swojej wieloletniej praktyce terapeutycznej radzi, jak można wykorzystać świadomość różnic w wypowiadaniu się, potrzebach emocjonalnych oraz zachowaniu mężczyzn i kobiet do budowania głębszego wzajemnego zrozumienia partnerów. 
Przekonanie, że mężczyźni i kobiety komunikują się na zupełnie różne sposoby, zostało omówione w książce Scotta O. Lilienfelda i współautorów prezentującej największe mity psychologii popularnej. Autorzy wskazują, że Gray na poparcie swoich tez nie przytacza żadnych systematycznych badań, a opublikowane badania naukowe nie dowodzą znaczących różnic w międzypłciowych zachowaniach komunikacyjnych. Jedna z badaczek zagadnienia stworzyła metaforę wierniej oddającą wyniki jej badań – „mężczyźni są z Dakoty Północnej, kobiety z Dakoty Południowej”.